# Julie Doucet

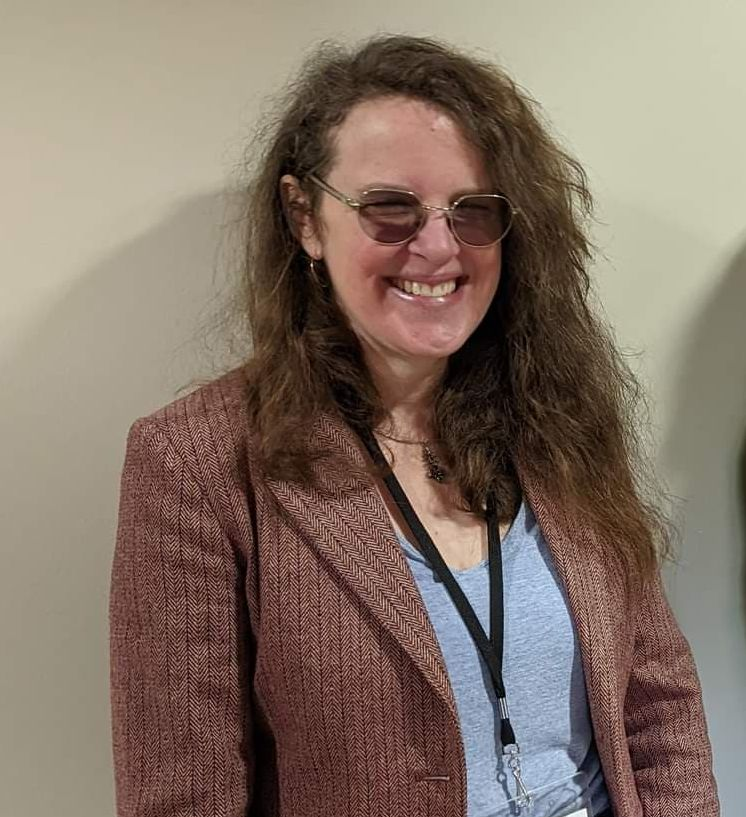
Julie Doucet, 2022

Julie Doucet (* 31. Dezember 1965 in Montréal, Québec, Kanada) ist eine kanadische Künstlerin, die hauptsächlich als Comiczeichnerin bekannt wurde. Als Vorbild für Doucets Stil gilt Robert Crumb. Bislang wurden ihre Werke ins Französische, Deutsche, Spanische und Finnische übersetzt und veröffentlicht, sowohl als eigenständige Publikationen als auch in Magazinen wie Weirdo, Nosotros Somos Los Muertos, Lapin oder Strapazin.

## Leben
Doucet besuchte in ihrer Kindheit die katholische Klosterschule im Montréaler Stadtteil Saint-Lambert. Von 1983 bis 1987 studierte sie an der Université du Québec à Montréal (UQAM). Im letzten Jahr ihres Studiums begann sie mit der Veröffentlichung ihrer eigenen Minicomic-Reihe Dirty Plotte, damals noch im Eigenverlag. („Plotte“ ist ein abwertender Slangausdruck für „Vagina“.) 1991 gewann sie den Harvey Award als bestes neues Talent. Der Montrealer Verlag Drawn and Quarterly nahm sie in sein Programm auf. Zwölf Ausgaben ihrer Dirty Plotte-Reihe erschienen dort von 1991 bis 1998.
In den 90er Jahren zog Doucet mehrmals um (1991 nach New York City, 1992 nach Seattle, 1995 nach Berlin und 1998 wieder zurück nach Montréal), die Erfahrungen diesbezüglich finden sich in ihren fast immer stark autobiographisch geprägten Comics wieder.
Ab 2000 veröffentlichte Doucet nur noch sporadisch Comics und widmete sich der nicht-narrativen Kunst. Aus dieser Zeit stammen einige Lithografien und Siebdrucke. Eine ihrer wenigen Arbeiten war ein Beitrag für die Anthologie Comix 2000 des französischen Autorenverlags L’Association. In einem Interview vom Juni 2006 erklärte sich Doucet glücklich über ihre Entscheidung, sich vollständig vom Zeichnen von Comics zurückgezogen haben und begründete dies sowohl mit den Eigenarten des Mediums als auch mit dem typischen Umfeld von Lesern und anderen Autoren. Sie arbeitete hauptsächlich mit Linolschnitten und Collagen sowie an Liebesgedichten.
2017 wurde ihr Schaffen in einer umfassenden Ausstellung auf dem Fumetto gewürdigt, dem Internationalen Comix-Festival in Luzern. 2022 ist sie mit dem Grand Prix de la Ville d’Angoulême ausgezeichnet worden. Auch bei der von 2021 bis 2022 laufenden Wanderausstellung Vorbilder*innen. Feminismus in Comic und Illustration des Internationalen Comic-Salons Erlangen mit insgesamt 30 Künstlerinnen war Doucet vertreten.

## Comics
- Dirty Plotte (1988–1998, 12 Hefte sowie Minicomics)
- Lift Your Leg, My Fish is Dead! (1993)
- My Most Secret Desire (1995)
- L'Affaire Madame Paul (2000)
- Long Time Relationship (2001)
- Journal (2004)
- J comme Je (2006)
- Elle Humour (2006)
- Je suis un K (2006)
- 365 Days: A Diary by Julie Doucet (2007)
- À l'école de l'amour (2007)

Die auf Deutsch erschienenen Publikationen von Doucet wurden von Reprodukt verlegt:
- Wahre Haushalts-Comics 1995
- Schnitte (1996–1997, 2 Teile)
- Caricature of love (1997)
- Traumgeburten (2002)
- New Yorker Tagebuch (1999 als My New York Diary, 2004 auf Dt.)
- Julie Doucets allerschönste Comic Strips (2018, Auswahl aus dem Gesamtwerk mit 168 S., 2020 auf Dt)
- Suicide total (2023)